# Marie Magyar

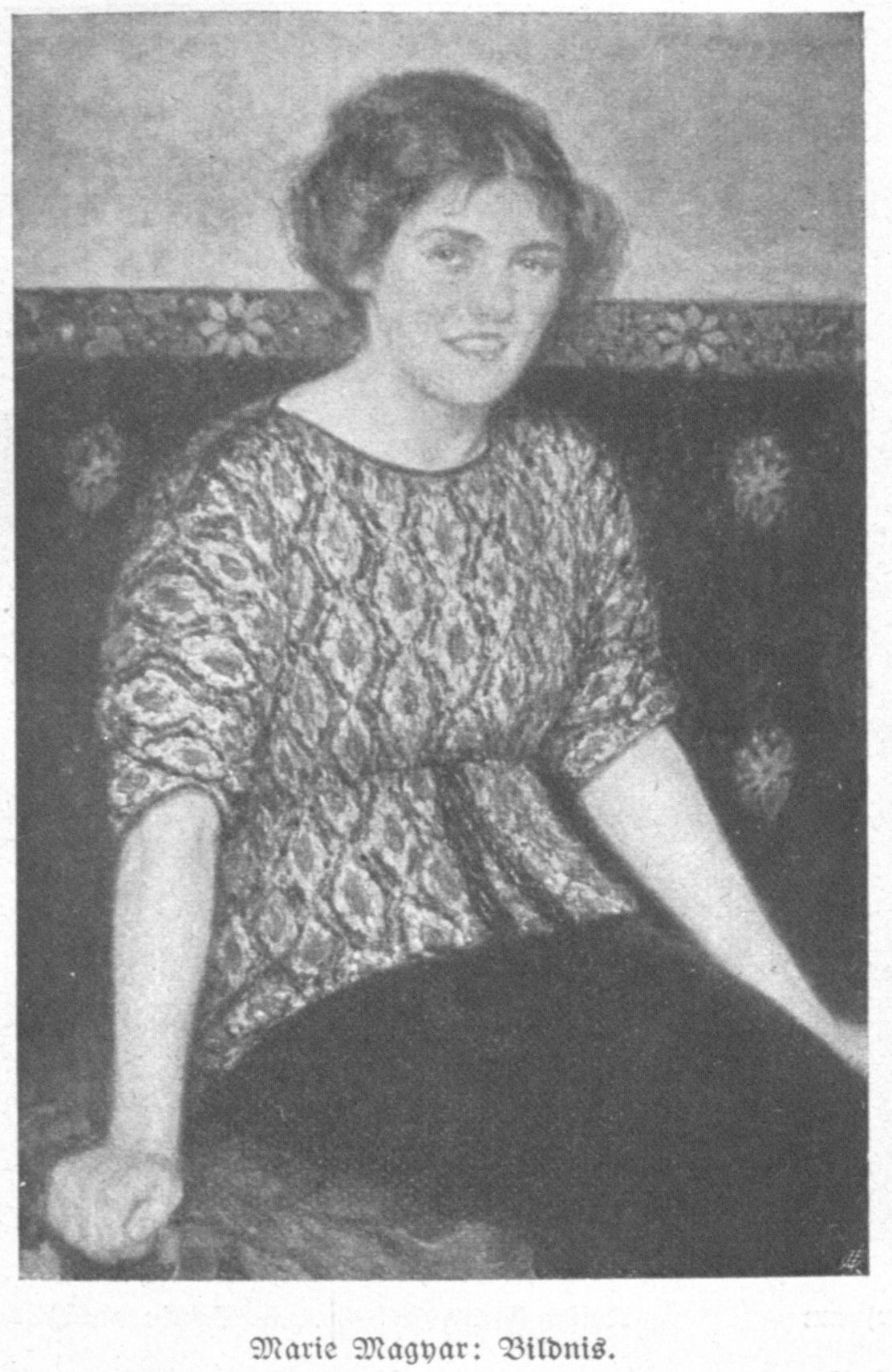
Marie Magyar, Selbstporträt (1912)

Marie Magyar (manchmal auch Maria Magyar; * 3. Oktober 1879 in Wien; † 21. Dezember 1942 ebenda) war eine österreichische Malerin und Grafikerin.
Magyar war ein aktives und einflussreiches Mitglied der Vereinigung bildender Künstlerinnen Österreichs (VBKÖ) und stellte ihre Werke unter anderem in der Wiener Secession, im Hagenbund und im Künstlerhaus Wien aus. Bereits ab 1907 war sie eine präsente Figur in der Wiener Kunstszene. Im Jahr 1927 wurde sie mit dem Ehrenpreis der Stadt Wien ausgezeichnet, eine bedeutende Anerkennung ihres künstlerischen Schaffens in einer Zeit, in der weibliche Künstlerinnen noch um ihre Position in der Kunstszene kämpfen mussten.

## Leben und Werk
Marie Magyar entstammte einer Wiener Bürgerfamilie und war die Nichte des Burgtheaterschauspielers Emmerich Robert. Bereits ab 1907 war sie in der Wiener Kunstszene präsent. Ihre künstlerische Ausbildung erhielt sie zunächst in Wien in der Malschule Streblow und setzte sie anschließend in München in der privaten Malschule von Simon Hollósy fort. Sie besuchte auch die von ihm mitbegründete Künstlerkolonie in Nagybánya. Später unterrichtete sie selbst an verschiedenen Schulen in Paris.

Magyars vielseitiges Werk umfasste hauptsächlich Gemälde, darunter „trefflich individualisierte Porträts“. Im handschriftlichen Brief von 1928 schreibt Marie Magyar an Hans Ankwicz-Kleehoven über ihren künstlerischen Werdegang.

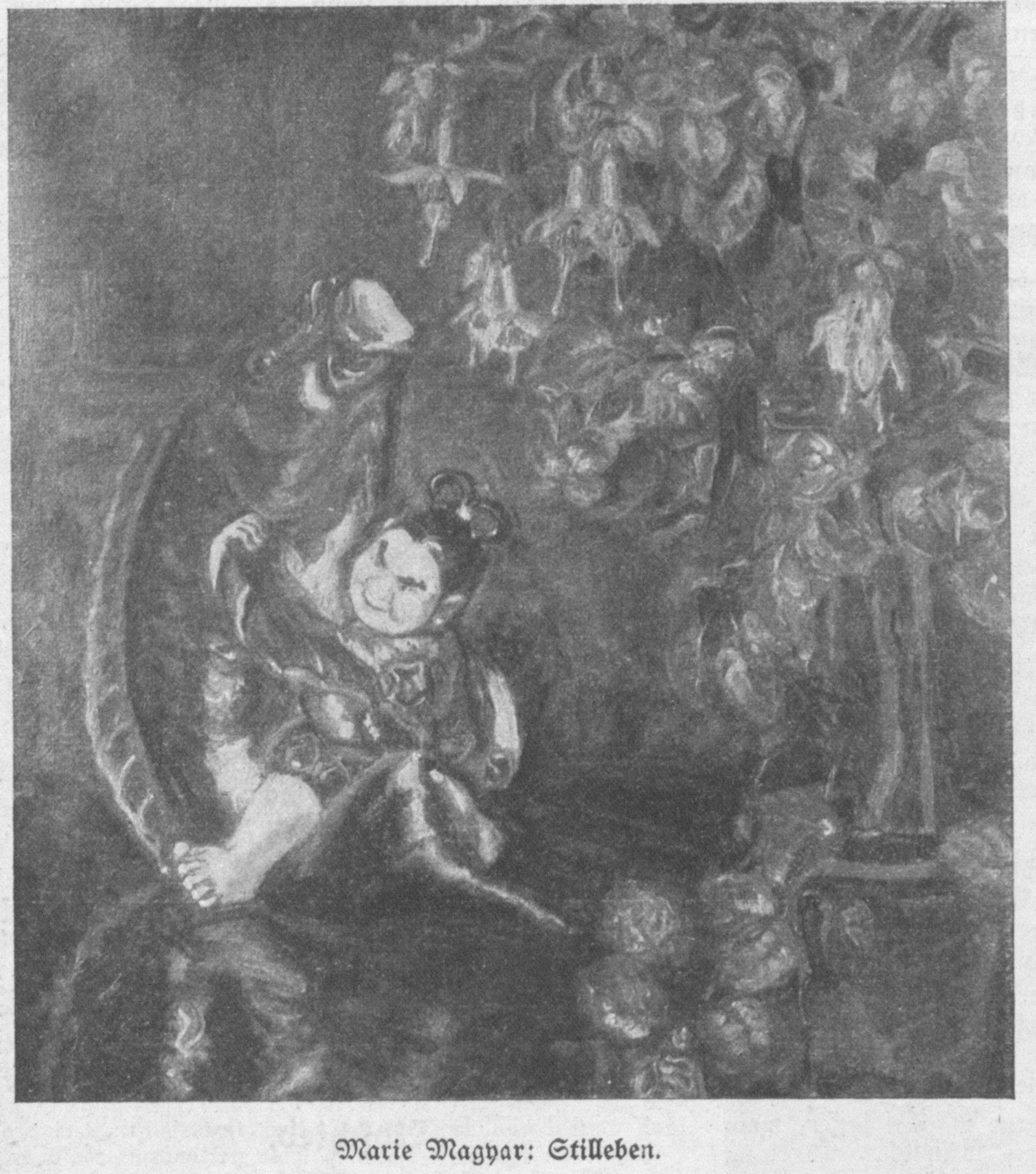
Stillleben, gezeigt bei der Jahresausstellung der VBKÖ 1917, veröffentlicht in Österreichs Illustrierter Zeitung, 25. Februar 1917

Bekannte und in zeitgenössischen Kritiken hervorgehobene Werke sind unter anderem das Ölgemälde Eselsdisteln (1901), das Selbstbildnis bei Lampenlicht (1907), das im Wiener Salonblatt als „brillant“ bezeichnet wurde., und Abenddämmerung (1910), das als „voll feiner Empfindung“ gelobt wurde. Zu ihren frühen Arbeiten zählen auch Der Klostergang (1910) und ein Interieur (1910), die im „Neuen Frauenklub“ für ihre „sichere Perspektive“ Beachtung fanden.
Weitere bedeutende Gemälde sind Slowenischer Student (1911), das Bäuerliche Stillleben (1911), der Herbstliche Strauß, eine Porträtstudie (1911) und der Schloßteich (1911). Ihre Porträts wurden im Dezember 1912 als „lustig keck“ beschrieben. Auch Kinderbildnisse (1917), ein Damenbildnis (1917) und ein „ganz realistisch aufgefasstes“ Kinderporträt (1914) zeugen von ihrer Meisterschaft in der Darstellung menschlicher Figuren. Ihre gelben Rosen (vor 1916) und die blühenden Kakteen (1928) sind Beispiele ihrer Blumenstücke, die laut Kritikern „jede einzelne Blüte mit Eigenleben“ erfüllten.
Außerdem malte sie mehrere Stillleben. Ein originelles Stillleben (1917) und ein weibliches Bildnis (1917) runden ihr bekanntes Werk ab. Ein weiteres Stillleben wurde bereits 1913 in Österreichs Illustrierter Zeitung erwähnt.  Im späteren Verlauf ihrer Karriere zeigte sie sich zudem als geschickte Holzschneiderin.
In den Jahren 1913 und 1925 ermöglichte sie der mit ihr befreundeten Malerin Therese Cornelius-Schneegans (1878–1971), Tochter des Schriftstellers Ludwig Schneegans Ludwig Schneegans und Ehefrau des Kunsthistorikers Carl Cornelius, ihr Atelier zu nutzen.
Marie Magyar verstarb 1942, hinterließ jedoch ein vielfältiges und von der Kritik geschätztes Œuvre.

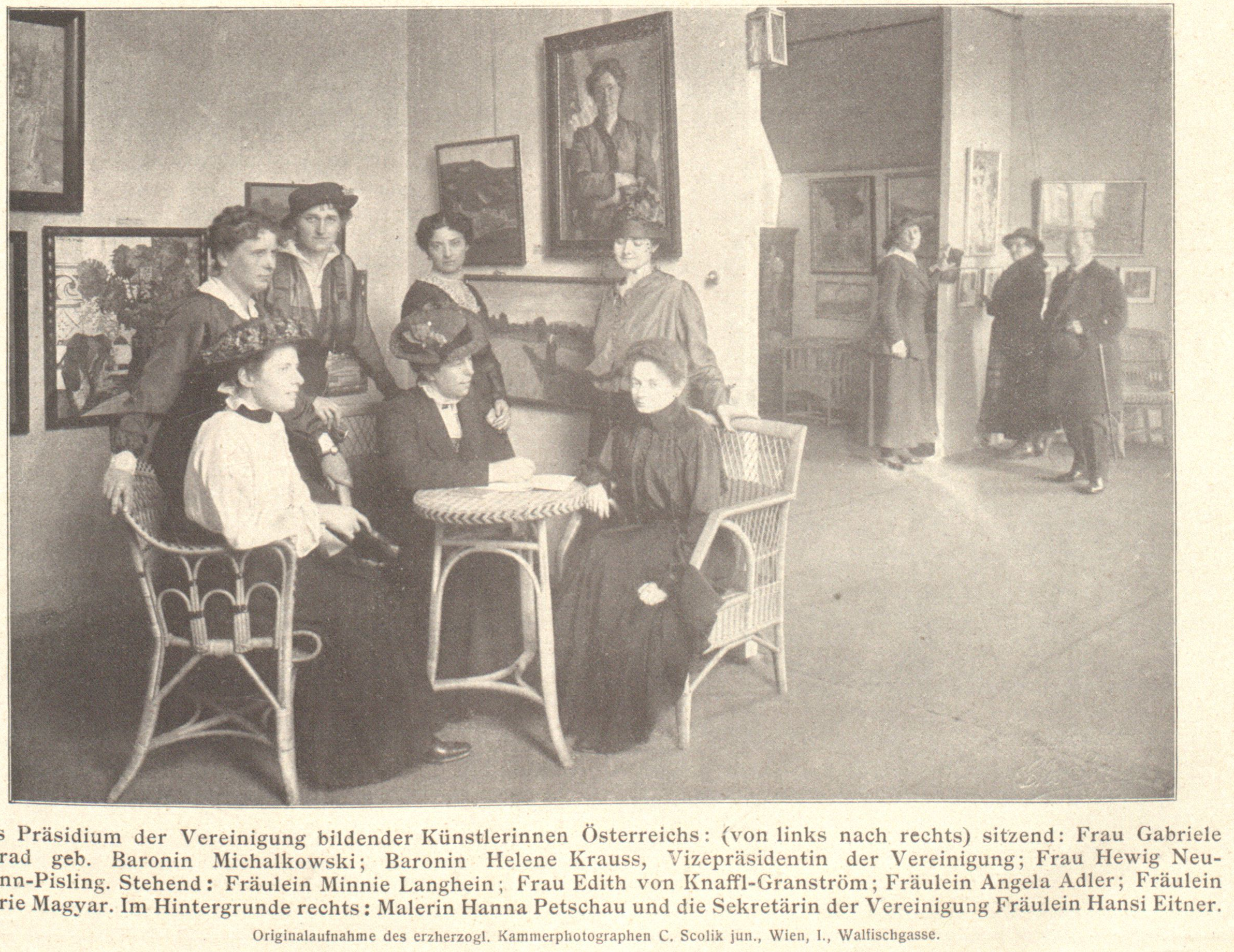
Das Präsidium der VBKÖ: (v. l. n. r.) sitzend: Gabriele Murad-Michalkowski; Baronin Helene Krauss, Hedwig Neumann-Pisling.
Stehend: Minnie Langhein; Edith von Knaffl-Granström; Angela Adler; Marie Magyar. Im Hintergrund rechts: Hanna Petschau und die Sekretärin der Vereinigung, Hansi Eitner (April 1916)

## Ausstellungen
Ihre erste Ausstellung in der Wiener Secession fand bereits 1905 statt. An der VBKÖ-Ausstellung Die Kunst der Frau, die ebenfalls in der Wiener Secession stattfand, nahm sie im November-Dezember 1910 teil. Hier wurde ihr Werk Abenddämmerung als „voll feiner Empfindung“ beschrieben.
Magyar zeigte ihre Werke auch in der Künstlervereinigung Hagenbund. Im Oktober 1911 war sie mit einer Porträtstudie in der „Frauenkunst-Ausstellung im Hagenbund“ vertreten, die als „zu den besten Bildern der Ausstellung zu zählen“ bezeichnet wurde. Im selben Kontext stellte sie auch den Schloßteich aus. Im September 1917 stellte sie in den Räumlichkeiten des Hagenbundes in der Markthalle Zedlitzgasse in Wien Kinderbildnisse aus.
Auch im Wiener Künstlerhaus, der traditionsreichsten Künstlervereinigung Wiens, stellte sie ihre Gemälde aus.
Darüber hinaus präsentierte sie ihre Arbeiten regelmäßig im Rahmen der Ausstellungen der VBKÖ, eine wichtige Plattform für Künstlerinnen dieser Zeit. Neben der bereits erwähnten Abenddämmerung (1910) stellte sie im Jahr 1911 das Bild Slowenischer Student aus. Ebenfalls im November 1911 stellte sie ein „vorzügliches, interessantes Porträt“ aus. Der Artikel Die Vereinigung der bildenden Künstlerinnen Österreichs in Sport und Salon vom 22. April 1916 hebt ihre „trefflich individualisierten Porträts und kräftig und wirkungsvoll hingesetzte Stillleben“ hervor, die in der dritten Jahresausstellung der VBKÖ in ihren Räumen in der Maysedergasse 2 gezeigt wurden.
Sie war auch in der siebenten Jahresausstellung der VBKÖ, die am 4. Januar 1917 in den Räumen der Vereinigung in der Maysedergasse 2 begann, mit einem „originellen Stillleben“ und einem weiblichen Bildnis vertreten. Im Jahr 1914 stellte sie ein Kinderporträt in einer Ausstellung der VBKÖ aus. In der Ausstellung der Vereinigung bildender Künstlerinnen im Jahr 1928 zeigte sie die blühenden Kakteen. Im Dezember 1912 wurde sie in der Österreichischen Frauen-Rundschau als herausragende Porträtistin erwähnt, und ihr Bildnis wurde im Neues Frauenleben als „lustig keck“ beschrieben. Am 7. Juni 1931 zeigte sie sich in einer Ausstellung als geschickte Holzschneiderin.
Im Rahmen der 2. Kunstausstellung des Kunstvereins Baden am 8. August 1917 stellte sie ein Porträt aus. Im März 1910 war Marie Magyar mit drei Bildern, darunter der Kreuzgang und ein Interieur, in einer Ausstellung des „Neuen Frauenklubs“ in Wien vertreten, wobei ihre Werke eine „sichere Perspektive“ zeigten.

## Rezeption
Die kontinuierliche und überwiegend positive Erwähnung von Marie Magyars Werken in der zeitgenössischen Presse zeugt von ihrer konstanten Präsenz und Anerkennung in der Wiener Kunstszene. Die Erwähnung eines Stilllebens in der Österreichischen Illustrierten Zeitung im Jahr 1913, des Slowenischen Studenten in der Wiener Sonn- und Montagszeitung 1911, des „vorzüglichen, interessanten Porträts“ in der Österreichischen Frauen-Rundschau 1911, der Kinderbildnisse in der Wiener Zeitung 1917, des Damenbildnisses in der Badener Zeitung 1917 sowie die explizite Würdigung ihrer Porträts und Stillleben in Sport und Salon 1916 und 1917 deuten darauf hin, dass ihre Werke in der zeitgenössischen Presse Beachtung fanden.
Die Erwähnung ihrer blühenden Kakteen im Jahr 1928 mit „temperamentvollem Farbensinn“ und die positive Erwähnung ihres „originellen Stilllebens“ und „weiblichen Bildnisses“ in der Österreichischen Illustrierten Zeitung 1917 zeigen die anhaltende Rezeption ihrer Arbeiten über einen längeren Zeitraum. Insbesondere wurde ihre Abenddämmerung bereits 1910 als „voll feiner Empfindung“ gelobt und ihre Porträtstudie 1911 sowie der Schloßteich als bemerkenswerte Werke hervorgehoben. Ihre Anerkennung als „hervorragende Porträtistin“ im Jahr 1912, deren Bildnis eine „lustig kecke Art“ zeigte, und als „geschickte Holzschneiderin“ im Jahr 1931 unterstreicht ihre Vielseitigkeit und ihr Können in verschiedenen Genres und Techniken. Die Verleihung des Ehrenpreises der Stadt Wien im Jahr 1927 ist ein klarer Beleg für die hohe Wertschätzung, die ihrem Werk und ihrer Person im öffentlichen und künstlerischen Leben Wiens entgegengebracht wurde.
Die Auflistung ihrer Werke auf Auktionsplattformen wie Artnet, Dorotheum, Kunsthandel Widder und auf 1stdibs.com belegt, dass ihre Kunst auch nach ihrem Tod gehandelt wurde, was ihre nachhaltige Bedeutung im Kunstmarkt unterstreicht. Ihre wiederholte Teilnahme an Ausstellungen bedeutender Wiener Künstlervereinigungen und ihre Funktionen innerhalb der VBKÖ unterstreichen ihre aktive Rolle in der Wiener Kunstszene ihrer Zeit. Die positive Erwähnung ihrer Werke Kreuzgang und Interieur im „Neuen Frauenklub“ im Jahr 1910, die eine „sichere Perspektive“ zeigten, bestätigt ihre Vielseitigkeit. Im Jahr 1920 wurde in Österreichs Illustrierter Zeitung betont, dass Marie Magyar in all ihren Arbeiten „große Kultur und viele malerische Feinheiten“ zeigt, was auf eine differenzierte und anspruchsvolle künstlerische Handschrift hindeutet. Im Oktober 1932 wurde in der Wiener Zeitung hervorgehoben, dass Marie Magyar in ihren Blumenstücken „jede einzelne Blüte mit Eigenleben erfüllt“, was ihre Fähigkeit zur Belebung des Stilllebens hervorhebt. Auch ihre gelben Rosen fanden im März 1916 Erwähnung, was die Wertschätzung ihrer Blumenmalerei bestätigt. Ein Kritiker der Neuen Freien Presse bemerkte am 4. Juni 1917 über ihre Stillleben (Nr. 156 und 159, Saal IV): „Hier ist nicht bloß ein individueller koloristischer Geschmack, sondern auch ein ausgesprochenes Formverständnis zu spüren“, was ihre technische und gestalterische Kompetenz unterstreicht.

## Mitgliedschaften
Magyar war ein aktives und engagiertes Mitglied der Vereinigung Bildender Künstlerinnen Österreichs, einer der wichtigsten Institutionen für weibliche Künstlerinnen in Österreich. Innerhalb der Vereinigung übernahm sie nicht nur die Rolle eines Vorstandsmitglieds, sondern auch die Funktionen als Kassiererin und Jurymitglied.
Sie war beteiligt an der Landesaufnahmekommission im Zentralverband bildender Künstler Österreichs.

## Werke (Auswahl)
- Eselsdisteln, 1901, Öl auf Karton, 69 × 45 cm, datiert 1901[4]
- Selbstbildnis bei Lampenlicht, 1907.[5] Abenddämmerung, Öl (ausgestellt in der VBKÖ-Ausstellung Die Kunst der Frau, Wiener Secession, 1910, Katalognummer 213; beschrieben als „voll feiner Empfindung“ im Zentralblatt des Bundes österreichischer Frauenvereine, 1910)[7][8]
- Der Klostergang (auch Kreuzgang), Interieur, ausgestellt März 1910 im „Neuen Frauenklub“[10][11]
- Das Esszimmer (Österreichisches Interieurgemälde des späten 19. Jahrhunderts), Öl auf Karton[33]
- Slowenischer Student, ausgestellt 1911.[12] Bäuerliches Stillleben, 1911, Öl/Leinwand, 61 × 50 cm, datiert 1911[13]
- Herbstlicher Strauß, Öl/Leinwand, 85 × 119 cm[14]
- Porträtstudie, ausgestellt Oktober 1911 in der Frauenkunst-Ausstellung im Hagenbund[15]
- Schloßteich, ausgestellt Oktober 1911 in der Frauenkunst-Ausstellung im Hagenbund[15]
- Porträt, ausgestellt November 1911[27]
- Porträt (allgemein erwähnt als herausragend, mit „lustig kecker Art“), ausgestellt Dezember 1912[29]
- Kinderporträt, ausgestellt 1914 bei der VBKÖ[19]
- Gelbe Rosen, ausgestellt vor März 1916[20]
- Kinderbildnisse, ausgestellt 1917 im Hagenbund[17]
- Damenbildnis, ausgestellt 1917 im Kunstverein Baden[18]
- Stillleben, ausgestellt 1917 bei der VII. Jahresausstellung der VBKÖ[23]
- Weibliches Bildnis mit wirksamem Hintergrund in eigenartiger Auffassung, ausgestellt 1917 bei der VII. Jahresausstellung der VBKÖ.[23] Stillleben (Nr. 156 und 159, Saal IV), ausgestellt vor Juni 1917[35]
- Blühende Kakteen, ausgestellt 1928 bei der Vereinigung bildender Künstlerinnen,[21] Holzschnitte, ausgestellt 1931[30]
- Blumenstücke, ausgestellt vor Oktober 1932[22]
- Porträts ausgestellt in der VBKÖ-Jahresausstellung, vor April 1916, und in der 7. VBKÖ-Ausstellung, ab Januar 1917[28]
- Stillleben, ausgestellt in der VBKÖ-Jahresausstellung, vor April 1916, und in der 7. VBKÖ-Ausstellung, ab Januar 1917[28]

## Kataloge
- Ausstellungskataloge der Wiener Secession (insbesondere ab 1905).
- Ausstellungskataloge des Hagenbunds.
- Ausstellungskataloge des Künstlerhauses Wien.
- Ausstellungskataloge der Vereinigung Bildender Künstlerinnen Österreichs (VBKÖ).
- Archiv der Vereinigung Bildender Künstlerinnen Österreichs (VBKÖ), Wien.

## Auszeichnungen
Im Jahr 1927 wurde Magyar für ihr künstlerisches Schaffen mit dem Ehrenpreis der Stadt Wien geehrt. Dieser Preis, gestiftet vom Wiener Gemeinderat und dotiert mit 500 Schilling, wurde ihr von einem Preisgericht, das sich aus Vertretern der Gemeindeverwaltung und der Künstlerschaft zusammensetzte, für ihre Werke in der damaligen Jahresausstellung der VBKÖ zugesprochen.